# Сіпонт
Сіпонт (лат. Sipontum, дав.-гр. Σιπιούς) — стародавнє портове місто та єпископство, засноване у Великої Греції у підніжжі півострова Горгано в Апулії, Південна Італія. Місто було покинуте після землетрусів у XIII столітті і в 1256 році перенесено неподалік у новозасновану Манфредонію приблизно в приблизно 3 км північніше від Сіпонто. Сучасна фракція комуни Манфредонія у провінції Фоджа, Італія під назвою Сіпонте (італ. Siponte).

## Історія

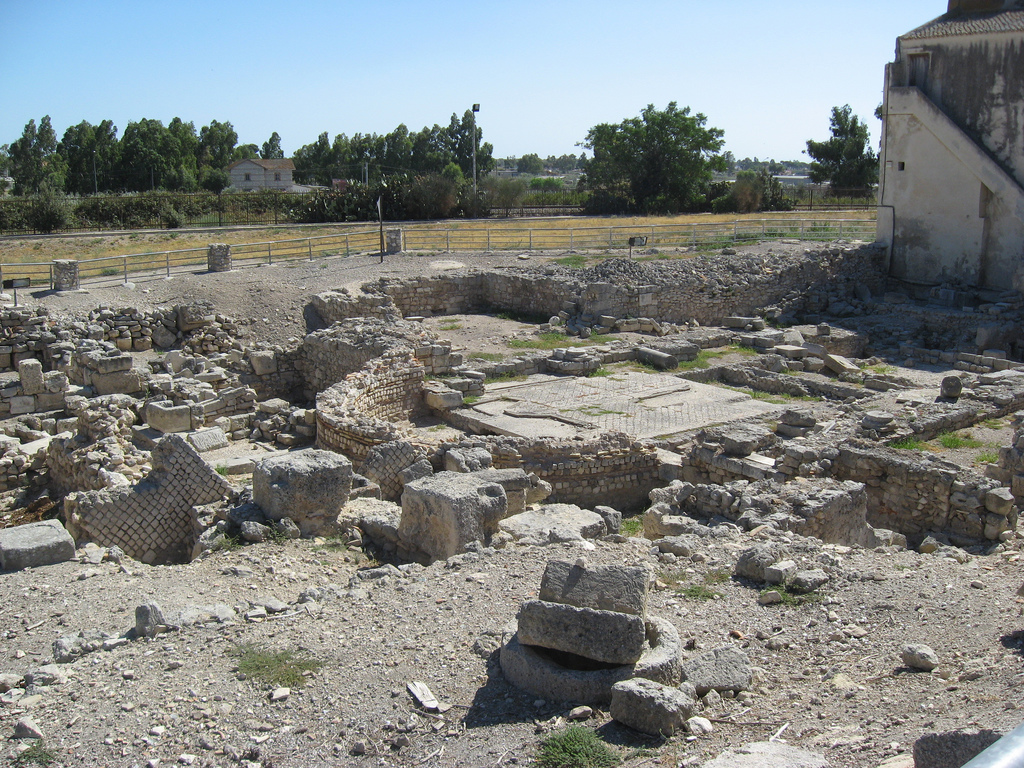
Руїни стародавньої базиліки Сіпонто

Згідно з легендою, Сіпонт був заснований Діомедом, сином героя гомерівської Іліади та дочки царя місцевих дауніїв. Історично Сіпонт, ймовірно, був заснований саме дауніями.
Сіпонт став квітучою грецькою колонією з Великої Греції, його грецька назва була Сіпіус (Σιπιούς). Після захоплення міста самнітами, близько 335 року до н. е. його відвоював цар Александр Епірський, дядько Александра Македонського. У 189 році до н. е. місто стало колонією Римської республіки під назвою Сіпонтум (лат. Sipontum), але його первісна грецька назва Сіпіус знову використовувалася у візантійські часи.
В 663 році нашої ери місто захопили та зруйнували неретвяни — представники південнослов'янського племені, що дістались Італії на кораблях з Далмації на протилежному узбережжі Адріатичного моря.
У IX столітті Сіпонт деякий час перебував під владою сарацинів. 10 липня 926 року візантійський Сіпонт розграбували хорвати на чолі із Михайлом Захумським. Залишається невідомим, чи зробив він це за верховним наказом правителя Хорватії Томіслава, як припускають деякі історики. Можливо, Томіслав відправив хорватський флот під керівництвом Михайла, щоб вигнати сарацинів з цієї частини південної Італії та звільнити місто. В останні десятиліття X століття Апулія знову повернулася під контроль Візантії.
У 1042 році нормани зробили Сіпонт центром одного зі своїх дванадцяти графств. Останні здобули там вирішальну перемогу над візантійським полководцем Аргіром у 1052 році.
До другої половини XII століття лицарі-тамплієри та орден госпітальєрів заснували свої перші італійські фінки (землеволодіння) в районі Капітанати, яка простягалась від Сіпонто до Фоджі, включаючи Спінаццолу, Боргоньйоні, Сальпі, Трінітаполі, Санта-Марія-де-Салініс, Бельмонте, Ламу та Берсентіно. Вони займалися тваринництвом, торгівлею морською сіллю, зберіганням харчових продуктів, вирощуванням оливок та виноградників, а також використанням природних водоспадів за допомогою млинів. Таке вміле управління їхніми активами зросло економічний та військовий потенціал орденів, які брали участь у хрестових походах та захисті місцевих громад.
Деяка масерія лицарів-тамплієрів збереглася до XXI століття. Пізніше у Сіпонті народився найвидатніший середньовічний єврейський вчений, рабин Ісаак бен Мелхиседек, який склав один із найдавніших коментарів до Мішни, збірника давньоєврейського усного права.
У 1223 році сильний землетрус, епіцентр якого стався в Монте-Гаргано, зруйнував майже всі будівлі в Сіпонто. Поштовхи тривали ще два роки, поки до 1225 року все не опинилося в руїнах.

## Церковна історія

### Стародавнє єпископство

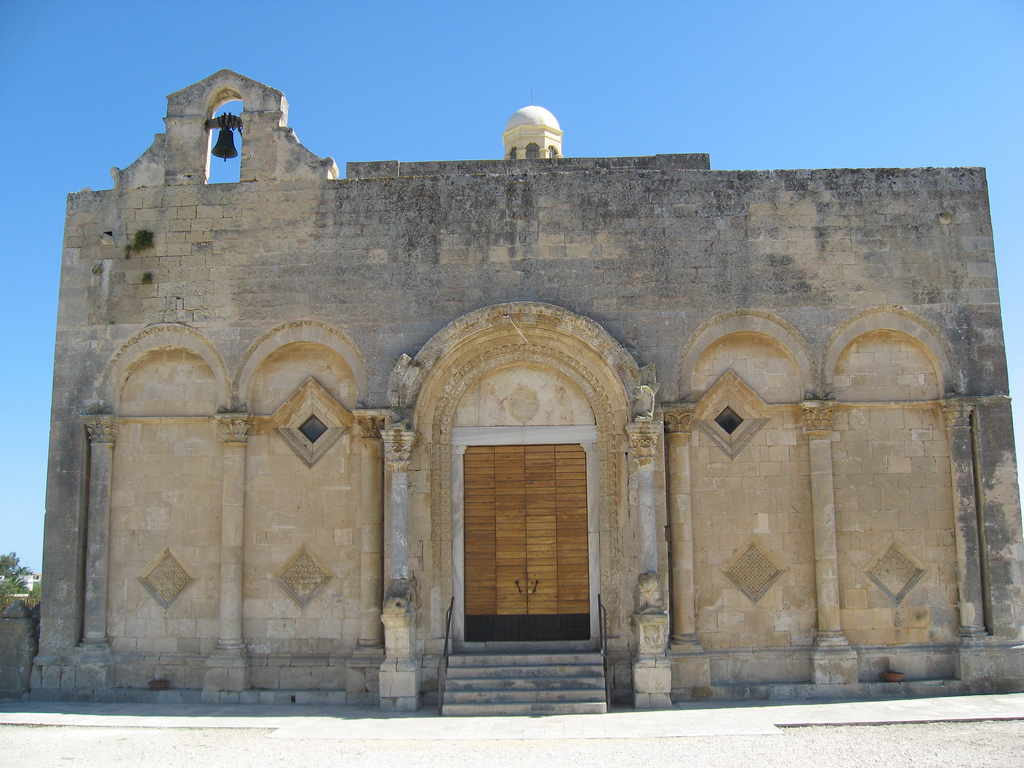
Базиліка Санта-Марія-Маджоре (сер. XI ст.) в Сіпонто. Давній кафедральний собор міста Сіпонто, отримала статус Малої базиліки в 1977 році;

Згідно з легендою, Євангеліє проповідували в Сіпонті святий Петро та святий Марк. Інший переказ розповідає про мученицьку смерть в Сіпонті Святого Іустина Сіпонтського з братами та племіннецею близько 310 року за часів імператора Максиміна II.
Єпископство Сіпонтум (або Сіпонт) заснували близько 400 року нашої ери (за іншими даними вже у III столітті). Першим єпископом, дату якого можна точно визначити, був Фелікс, який був у Римі в 465 році.
Інша легенда розповідає, що близько 490 року архангел Святий Михаїл з'явився на Монте-Гаргано єпископу Лаврентію Сіпонтському. На згадку про цю подію під час папства Геласія I (492—496), на місці явлення було засновано Санктуарій Святого Михаїла. Серед його паломників було багато пап (Геласій I, Лев IX, Урбан II, Олександр III, Григорій X, Целестин V, Іван XXIII ще як кардинал, Іван Павло II), святі (Бригіта Шведська, Бернард Клервоський, Тома Аквінський), імператори, королі та князі (Людовик II, Оттон III, Генріх II, Матильда Тосканська, Карл I Анжуйський, Фернандо II Арагонський) тощо.
Ім'я єпископа Фелікса згадується у 591 та 593 роках, а єпископа Віталіана — у 597 та 599 роках.
Приблизно до 688 року Сіпонто був майже покинутий. Єпархію ліквідували, і Папа Віталіан був змушений доручити пастирську опіку над Сіпонтом єпископству Беневенто.

### Нове (архієпископство)

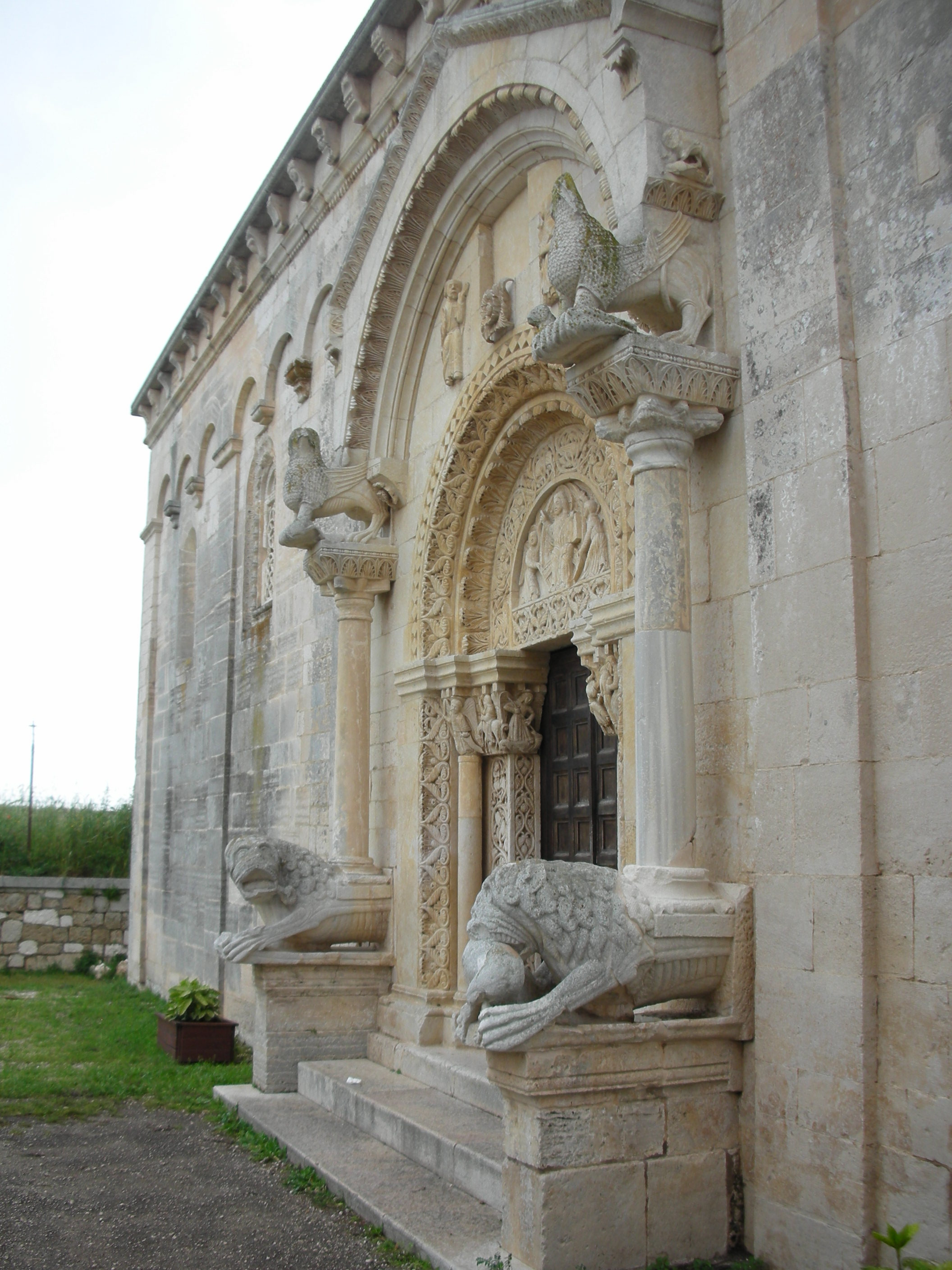
Південний фасад абатства Сан-Леонардо в Сіпонто

Епархію відновили в 1034 році як єпархію Сіпонто, повернувши свою територію від тим часом митрополичої архієпархії Беневенто. Єпископи Сіпонто, суфрагани Беневенто, включаючи Бонус (1049? — 1059?).
У квітні 1050 року Папа Лев IX провів синод у Сіпонто, на якому він скинув з престолу двох архієпископів, яких звинуватили у симонії.
У серпні 1059 року на Мельфійському синоді Папа Миколай II позбавив сану архієпископа Трані та єпископа Сіпонто. Архієпископ Йоганн Трані у своїй гробниці стверджував, що це «Archiepiscopus Tranensis, Sipontinensis, Garganensis Ecclesiae, atque Imperialis Synkellus».
Єпископ Гісар згадується у 1062 році.
За єпископа Герарда Герарда (1066–74) у 1074 році Сіпонто став неметрополіальною архієпархією Сіпонто. Серед архієпископів Сипонто, які не були митрополитами, був Омобоно (1087? — 1097?).
У 1090 році єпархія Сіпонта втратила територію на користь новозаснованої єпархії В'єсте.
У 1099 році Сіпонто підвищено до рангу митрополитської архієпархії Сіпонто.

### Собор
Стародавній собор залишився в Сіпонті, але після будівництва королем Сицилії Манфредом неподалік від покинутого Сіпонта міста Манфредонія, названого на честь короля, архієпископську кафедру перенесли до нового міста в 1230 році під новою назвою Митрополича архієпархія Манфредонії, проте латинська назва залишилась Sipontin(us).